# Jerome K. Jerome

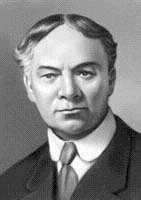
Jerome K. Jerome

Jerome Klapka Jerome (* 2. Mai 1859 in Walsall, Staffordshire; † 14. Juni 1927 in Northampton) war ein englischer Autor. Berühmt wurde er durch seinen humorvollen Roman Drei Mann in einem Boot, der auch als Vorlage für mehrere Spielfilme diente.

## Leben

### Jugend

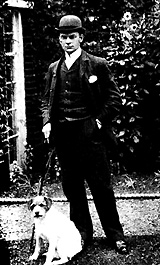
Jerome K. Jerome mit seinem Hund

Jerome war das vierte Kind von Jerome Clapp, der sich später Jerome Clapp Jerome nannte, und Marguerite Jones. Der Vater war Eisenwarenhändler, Laienprediger und versuchte sich als Architekt. Jerome hatte zwei Schwestern, Paulina und Blandina, und einen Bruder Milton, der früh starb. Jerome erhielt den angenommenen Namen seines Vaters, "Jerome Clapp Jerome". Die Namensform "Klapka" scheint eine Variation nach dem ungarischen Exil-General György Klapka zu sein, der von Jeromes Vater verehrt wurde. Die Familie zog früh in den Osten Londons und Jerome besuchte die Marylebone Grammar School. Durch unglückliche Investitionen in den örtlichen Bergbau verarmte die Familie, sodass die Schuldeneintreiber oft ins Haus kamen, eine Erfahrung, die Jerome lebhaft in seiner Autobiografie "My Life and Times" beschreibt.
Der junge Jerome wollte in die Politik gehen oder Literat werden. Der Tod beider Eltern im Jahre 1872, als Jerome 13 Jahre alt war, zwang ihn jedoch, die Schule zu beenden, um zu arbeiten und sich selbst zu versorgen. Er erhielt eine Anstellung bei der London and North Western Railway, wo er anfangs Kohle sammelte, die entlang der Gleise gefallen war. Dort blieb er für vier Jahre.

### Schauspielerkarriere und frühe literarische Arbeiten
1877 entschied sich Jerome, inspiriert durch die Liebe seiner Schwester zum Theater, sein Bühnentalent bei Harold Crichton zu erproben. Er stieß zu einer Schauspielertruppe, die versuchte Stücke mit minimalem Budget zu produzieren, wobei sie oft aus ihrer eigenen bescheidenen Tasche für Kostüme und Requisiten beisteuern musste. Jerome beschrieb diese Zeit, in der es vorkam, dass er buchstäblich keinen Pfennig mehr hatte, später sehr komisch in On the Stage – and Off. Nach drei erfolglosen Jahren auf der Straße hatte der 21-jährige Jerome genug vom Bühnenleben und sah sich nach einer anderen Tätigkeit um. Er versuchte sich als Journalist, schrieb Essays, Satiren und Kurzgeschichten. Aber die meisten von ihnen wurden nicht angenommen. Während der nächsten Jahre war er Schullehrer, Packer und Rechtsanwaltsgehilfe. Endlich, im Jahre 1885, hatte er etwas Erfolg mit On the Stage – and Off, einer humorvollen Veröffentlichung, die ihm den Weg für weitere Arbeiten bereitete. 1886 folgte Idle Thoughts of an Idle Fellow, eine Sammlung von humorvollen Essays. Am 21. Juni 1888 heiratete er Georgina Elizabeth Henrietta Stanley Marris (genannt Ettie), neun Tage nach ihrer Scheidung von ihrem ersten Mann, mit dem sie fünf Jahre verheiratet gewesen war und von dem sie eine Tochter hatte. Die Flitterwochen fanden auf der Themse statt, ein Umstand, der maßgeblichen Einfluss auf Jeromes nächstes und wichtigstes Werk hatte: Three Men in a Boat, Drei Mann in einem Boot.

### Drei Mann in einem Bootund spätere Karriere
Sobald das Paar von seiner Hochzeitsreise zurückgekehrt war, machte sich Jerome daran, Drei Mann in einem Boot zu schreiben. In dieser Novelle ersetzte er seine Frau durch seine langjährigen Freunde George Wingrave (George) und Carl Hentschel (Harris). Dies erlaubte es ihm, die humorvollen Situationen ganz unsentimental zu schildern. Den Lauf der Themse nutzte er als Handlungsstrang, an dem er die einzelnen Episoden und Anekdoten aufreihte. Das Buch wurde 1889 veröffentlicht und war ein augenblicklicher Erfolg. Es war so populär, dass sich die Zahl der registrierten Themse-Boote im Jahr nach der Veröffentlichung verdoppelte und die Themse eine Touristenattraktion wurde. Allein in den ersten zwanzig Jahren wurde es über eine Million Mal weltweit verkauft und wird bis heute gedruckt. In den USA wurden in kurzer Zeit eine Million Exemplare eines Raubdruckes verkauft, auch in Russland fand es ein begeistertes Echo. Es diente als Vorlage für Filme, Fernseh- und Radio-Shows, Bühnenstücke und sogar für ein Musical. Der Schreibstil beeinflusste viele Humoristen und Satiriker nicht nur in England. Die ursprünglich als ernsthafter Reisebericht geplante Erzählung entwickelte sich, auch beeinflusst durch den Zeitgenossen Mark Twain, zu einer Humoreske. Jeromes Kritik an der viktorianischen Bildungsheuchelei, sein gesunder Mutterwitz sowie seine Übertreibung und Selbstironie machten sein Buch zum Klassiker des englischen Humors. In Deutschland dient das Buch bis heute als Schullektüre.
Mit der gewonnenen finanziellen Sicherheit war es Jerome möglich, sich von nun an ausschließlich dem Schreiben zu widmen. Er schrieb eine Reihe von Stücken, Essays und Novellen, aber nie wieder gelang ihm ein Erfolg wie mit Drei Mann in einem Boot. 1892 wurde Jerome von Robert Barr gebeten, das Magazin The Idler (dt.: Der Müßiggänger) zu edieren. Dieses illustre Satiremagazin erschien monatlich und richtete sich an Gentlemen, die seinem Motto folgten, also dem Müßiggang frönten. 1893 gründete Jerome die Zeitschrift To-Day, musste sich aber schließlich von beiden Publikationen wegen finanzieller Schwierigkeiten und aufgrund eines Ehrenhändels trennen.
1898 inspirierte ihn ein kurzer Aufenthalt in Deutschland zu Drei Männer auf Bummelfahrt (Three men on the Bummel), der Fortsetzung zu Drei Mann in einem Boot. Obwohl es dieselben Charaktere nun auf einer Fahrradtour beschrieb, konnte das Buch gleichwohl nicht im Geringsten an die Lebenskraft seines Vorgängers anknüpfen. So war ihm nur ein bescheidener Erfolg beschieden. 1902 veröffentlichte Jerome das überwiegend autobiografische Buch Paul Kelver, für das er hervorragende Kritiken erhielt und sogar mit Charles Dickens verglichen wurde.

### Jerome als Dramatiker
1908 folgte das Stück Passing of the Third Floor Back, das einen düsteren Jerome zeigte und vom Publikum nur zögerlich akzeptiert wurde. Ein Christus ähnlicher Fremder besucht eine heruntergekommene Pension und verändert die Leben der Bewohner. In der ersten Aufführung wurde die Hauptrolle durch den berühmten Hamlet-Darsteller Sir John Forbes-Robertson verkörpert. Das Stück wurde bis in die 1960er Jahre aufgeführt. Der überwältigende Erfolg von „Drei Mann in einem Boot“ lässt Jeromes Bühnenerfolge im Allgemeinen in den Hintergrund treten, hatte er doch schon Jahre davor vier Theaterstücke produziert und weitere 15 geschrieben. Viele von ihnen hatten beachtlichen Erfolg in London und Amerika.

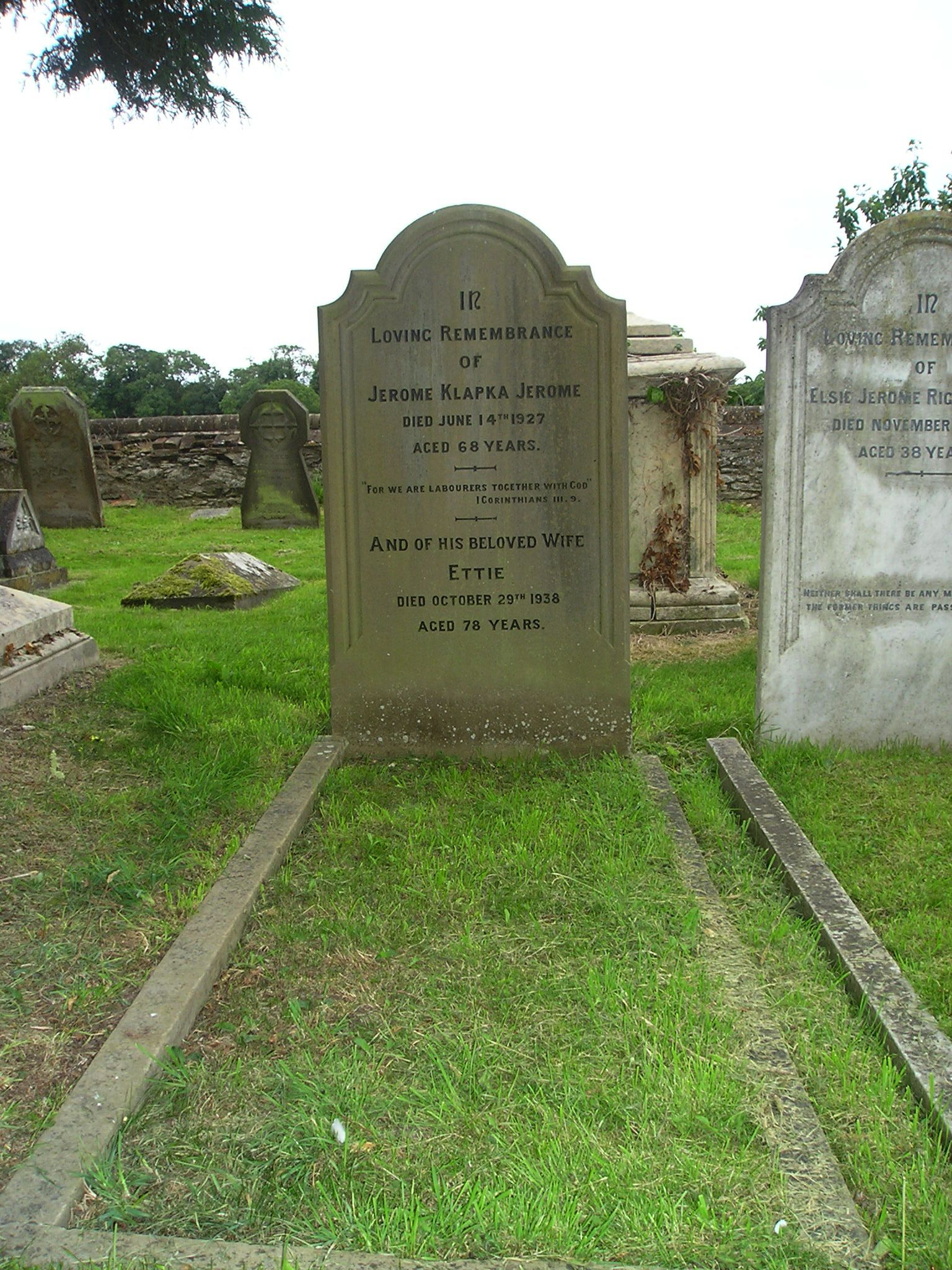
Grab in Ewelme

### Erster Weltkrieg und späte Jahre
Mit Ausbruch des Ersten Weltkriegs meldete sich Jerome freiwillig zur Armee, wurde aber – er war 56 Jahre alt – abgelehnt. Er setzte seinen Wunsch aber schließlich durch und wurde freiwilliger Sanitätswagenfahrer in der französischen Armee. Die Kriegserfahrung belastete ihn sehr. Sein Sekretär berichtete: „Der alte Jerome ist gegangen. An seiner Stelle ist nun ein Fremder, ein gebrochener Mann.“ Hinzu kam 1921 der frühe Tod seiner geliebten Stieftochter Elsie.
Während einer Autofahrt mit seiner Frau Ettie, auf der Rückkehr von Devon nach London, erlitt Jerome einen Schlaganfall mit einer Gehirnblutung. Nach zwei Wochen im Krankenhaus in Northampton, während derer er sich nicht bewegen und nicht sprechen konnte, starb Jerome am 14. Juni 1927. Seine Frau überlebte ihn um elf Jahre. Die Tochter Rowena starb unverheiratet 1966. Die Familie liegt begraben im Kirchhof von Ewelme, Oxfordshire, nicht weit von der Themse.
Jerome war gut befreundet mit J. M. Barrie, H. G. Wells, Rudyard Kipling, Arthur Conan Doyle, Thomas Hardy und Israel Zangwill. In seinem Geburtsort Walsall (damals zu Staffordshire gehörig) befindet sich heute ein Museum zu seinen Ehren.

## Werke

### Novellen und Romane
- The Idle Thoughts of an Idle Fellow (1886) (dt.: Die müßigen Gedanken eines Müßigen)
- Three Men in a Boat (1889) (dt.: Drei Mann in einem Boot)
- The Diary of a Pilgrimage (1891)
- Weeds: A Story in Seven Chapters (1892)
- Novel Notes (1893) (dt.: Roman-Studien, 1896)
- The Second Thoughts of an Idle Fellow (1898)
- Three Men on the Bummel (aka Three Men on Wheels) (1900) (dt.: Drei Männer auf Bummelfahrt)
- Paul Kelver, a novel (1902) (dt.: Der Nebel steigt, 1936)
- Tea-table Talk (1903)
- Tommy and Co (1904)
- They and I (1909) (dt.: Sie und ich, 1926)
- Malvina of Brittany (1916) (dt.: Engel werfen keine Schatten)
- All Roads Lead to Calvary (1919) (dt.: Alle Wege führen nach Golgatha, 1922)
- Anthony John (1923) (dt.: Anthony John, 1924)
- The man who would manage. (dt.: Der Allerweltsmensch: Skizzen, 1969)
- The Love of Ulrich Nebendahl (1909)[1]
- The Philosopher’s Joke (1909)[2]

### Sammlungen von Kurzgeschichten
- Told After Supper (1891)
- John Ingerfield: And Other Stories (1894)
- Sketches in Lavender, Blue and Green (1895)
- The Observations of Henry (1901)
- The Angel and the Author and Others (1904)
- American Wives and Others (1904)
- The Passing of the Third Floor Back: And Other Stories (1907)
- Three Men in a Boat and Three Men on the Bummel (1974)
- After Supper Ghost Stories: And Other Tales (1985)

### Einzelne Kurzgeschichten
- The Haunted Mill (1891)
- The New Utopia (1891)
- The Dancing Partner (1893)
- Christmas Eve in the Blue Chamber
- Silhouettes (dt. Silhouetten)
- The Skeleton
- The Snake
- The Woman of the Saeter

### Bühnenstücke
- Barbara (1886)
- Sunset (1888)
- Fennel 1888
- Woodbarrow Farm (1888)
- New Lamps for Old (1890)
- Ruth (1890)
- The Rise of Dick Halward (1895)
- The Prude’s Progress (1895)
- Biarritz (1896)
- The MacHaggis (1898)
- The Russian Vagabond (ca. 1895)
- Miss Hobbs (1902)
- Fanny and the Servant Problem (1909) (dt.: Lady Fanny, Regie- u. Soufflierbuch, 1934)
- The Passing of the Third Floor Back Hurst & Blackett (1908) (dt.: Der Fremde)
- The Master of Mrs Chilvers
- Esther Castways (1913)
- The Great Gamble (1914)
- Robina in Search of a Husband (1914)
- Cook (1917)
- The Celebrity (1926)
- The Soul of Nicholas Snyders (1927)

### Editor und Herausgeber
- The Idler (1892–1898)
- To-Day (1893–1898)
- My First Book (1894)

### Selbstbiographie
- My Life and Times (1926)